# Волково (Артинский муниципальный округ)
Во́лково — деревня в Свердловской области, входящая в муниципальное образование Артинский городской округ. Расположена в 10 км на западо-юго-запад от административного центра — посёлка городского типа Арти. Является частью Пристанинского сельского совета.

## Население
По данным 2010 года, в деревне проживает 41 человек.